# Ухвати ритам 3D
Ухвати ритам 3D (енгл. Step Up 3D) амерички је љубавни филм из 2010. године, у режији Џона М. Чуа, по сценарију Ејми Аделсон и Емили Мајер. Трећи је део филмске серије Ухвати ритам и наставак филма Ухвати ритам 2: На улици из 2008. године. Главне улоге глуме Рик Маламбри, Адам Г. Севани, Шарни Винсон и Алисон Стонер.
Филм прати Муса и Камил Гејџ док одлазе на Универзитет у Њујорку, чији бивши играч дипломира електротехнику након што је свом оцу обећао да више неће плесати. Међутим, убрзо наиђе на плесну битку, где упознаје Лука Кечера и његову плесну екипу Пирате, а касније се удружио са њима како би се такмичио на плесном такмичењу против њиховог ривала, плесне екипе Самураји.
Премијерно је приказан 2. августа 2010. године у Ел Капитан театру. Други је филм који је користио формат Dolby Surround 7.1, после филма Прича о играчкама 3. Зарадио је 15,8 милиона долара током првог викенда, док је касније зарадио 159,2 милиона долара. Добио је помешане критике, док су критичари највише похвалили плесне сцене и ефективну употребу 3D-а, а негативне критике су биле усмерене према причи и глуми. Наставак, Ухвати ритам: Револуција, приказан је 2012. године.

## Радња
Лук (Рик Маламбри) је сироче које постаје улични плесач. Очајнички жели да га не избаце из јединог дома за који зна, стоваришта у Њујорку, које је рај за младе плесаче широм света. Његова породица сачињена од младих играча зове се Кућа пирата. Како би опстали, морају да победе дугогодишње ривале, Кућу самураја, на наредном светском такмичењу, где се најбоље плесне групе надмећу за вредну новчану награду. Лук креће у потрагу како би ангажовао нове таленте да се придруже Пиратима и помогну им да освоје такмичење. Проналази двоје плесача. Натали, мистериозну уличну плесачицу, и Муса, помоћника комичара, из другог дела ове филмске франшизе, који је сада бруцош на Универзитету у Њујотку. Натали крије тајну за коју ни Лук не зна. Њена тајна прети да угрози њихову романсу и све што су Пирати постигли. Осмислили су убиствену кореографију, али им је Самураји краду. Пошто време одмиче, Мус се обраћа за помоћ својој бившој групи.

## Улоге
| Глумац           | Улога                   |
| ---------------- | ----------------------- |
| Рик Маламбри     | Лук Кечер               |
| Адам Г. Севани   | Роберт „Мус” Александер |
| Шарни Винсон     | Натали                  |
| Алисон Стонер    | Камила                  |
| Џо Слотер        | Џулијен                 |
| Френк Морган     | Мусов отац              |
| Кит Столворт     | Џејкоб                  |
| Кендра Ендруз    | Анала                   |
| Стивен „tWitch” Бос    | Џејсон Хардлерсон       |
| Чад „Madd Chadd” Смит      | Влад                    |
| Џонатан „Legacy” Перез | Легз                    |
| Мартин Ломбард   | Мартин Сантијаго        |
| Факундо Ломбард  | Маркос Сантијаго        |